# Krzyżowa (Wyżyna Olkuska)
Krzyżowa – wzniesienie o wysokości 450 m n.p.m. na Wyżynie Olkuskiej w prawych (zachodnich) zboczach Doliny Racławki. Znajduje się na północ od zabudowań wsi Paczółtowice i na zachód od zabudowań wsi Racławice. W większości porasta go las, ale stoki północne to pola uprawne. W odległości około 400 m na zachód od szczytu wzniesienia znajduje się Jaskinia Racławicka.